# یواس‌اس اورگلیدز (ای‌دی-۲۴)
یواس‌اس اورگلیدز (ای‌دی-۲۴) (به انگلیسی: USS Everglades (AD-24)) یک کشتی بود که طول آن ۴۹۲ فوت (۱۵۰ متر) بود. این کشتی در سال ۱۹۴۵ ساخته شد.